# 9382 Міхоносекі
9382 Міхоносекі (9382 Mihonoseki) — астероїд головного поясу, відкритий 11 жовтня 1993 року.
Тіссеранів параметр щодо Юпітера — 3,679.